# Djengis Khan
Djengis Khan (udtalt: [ʧiŋgɪs χaːŋ]?;født mellem 1162 og 1167, død 18. august 1227) var en mongolsk khan og militær leder, der forenede de mongolske stammer og etablerede det mongolske kejserdømme. Han skabte det ved at erobre størstedelen af de eurasiske steppeområder som Kina, Rusland, Persien og store dele af Mellemøsten. Selv det østlige Europa kom under mongolernes herredømme. Han var bedstefader til Kublai Khan, der var den første kejser af Yuan-dynastiet i Kina.

## Barndom og ungdom
Temüjin, som han hed ved fødslen, var næstældste søn af Yesügei, der var høvding for Kiyad. Hans klans navn var Borjigin.
Han havde seks søskende, Bekter, Khasar, Kachiun, Temuge, Temulun og en halvbror Begutei. Temüjins mor hed Hoelun.
Da Temüjin var dreng, blev hans far myrdet af nærboende tatarer i 1175, og Temüjin blev udråbt som klanoverhoved. Men hans klan ville ikke ledes af en dreng og forlod ham, og selv hans mor ville ikke underlægges ham. Yesugeis førstekriger, Tarkhutai-kiriltukh, udråbte sig selv til khan og efterlod Yesugeis familie uden ejendele. De næste par år levede de som fattige nomader. Engang blev han fanget af sin oprindelige klan, men undslap med hjælp fra fangevogteren Sorkhansira, som var en af Yesügeis livegne.
Ved 20 års-alderen besøgte Temüjin sin fremtidige kone Börte og modtog en sort zobelfrakke, som blev grundstenen i en formue, som voksede med hans erobringer. Senere giftede Temüjin sig med Börte, men hun blev kidnappet af Merkit-stammen kort efter, og blev først reddet efter nogle måneder. Det var med til at så tvivl om faderskabet af Temüjins førstefødte søn, Jochi, der blev født ni måneder senere.
I år 1206 havde Temüjin forenet de forskellige mongolske stammeklaner i det nuværende Mongoliet. Ved et khurultai/khuriltai, et råd for mongolske klanhøvdinge, fik Temüjin titlen Djengis Khan, "Verdens Hersker".

## Erobringerne
Ved kuriltaiet blev Djengis involveret i et sammenstød med staten Xi Xia (nordvest for det nuværende Beijing), og det blev den første kamp i mongolernes felttog. Efter problemer med at indtage de godt forsvarede byer, blev der sluttet fred i 1209, hvor halvdelen af landets territorium blev afstået, og Djengis Khan blev af den nordkinesiske kejser udråbt til herre over Xi Xia.
Et af Djengis' store mål var erobringen af den nordkinesiske stat, Jin, både for at hævne et tidligere nederlag, og for at skaffe sig rigdomme. Han erklærede krig i 1211. De første kampe var af samme slags som krigen i Xi Xia. Mongolerne var sejrrige på de åbne sletter, men de blev som regel udfordrede i erobringen af de større byer. Med sin typiske logik og beslutsomme facon studerede Djengis og hans veltrænede stab af officerer problemet med at angribe fæstninger og mure. Med hjælp fra kinesiske ingeniører fik de gradvist skabt den teknologi, der skulle gøre dem til de mest effektive og succesfulde belejrere i krigshistorien.
Resultatet blev talrige sejre i det åbne land og få erobringer af byer dybt inde i Kina og så langt sydpå som til Den Kinesiske Mur, der netop var bygget for at holde de nordlige barbarer ude af Kina. Han trængte med tre store hære ind mellem den store mur og Huang Me i hjertet af Jin-dynastiets territorium, besejrede de kinesiske styrker, ødelagde nogle af de nordlige byer og indtog hovedstaden Yanjing (senere kendt som Beijing). Jin-dynastiets kejser Xuan Zong overgav sig dog ikke, men flyttede sin hovedstad til Kaifeng. Dér blev hans efterfølgere i 1234 endeligt besejret af Djengis Khans efterfølgere. Imens var Kuchlug, den afsatte khan af Naiman-stammen, flyttet vestpå og havde tilranet sig Kara-Khitan Khanatet, den vestlige allierede, der havde tilsluttet sig Djengis Khan.
På det tidspunkt var Djengis' mongoler udmattede efter 10 års uafbrudt krig mod Xi Xia og Jin. Derfor sendte Djengis kun to "tumen" (1 tumen = 10.000 mand) under lederskab af den geniale, unge general Jebe mod Kuchlug. Et indre opgør i Kuchlugs rækker blev sat i værk af Djengis agenter, hvorefter Jebe løb landet over ende. Kuchlugs hær blev besejret vest for Kashgar, hvor han selv blev taget til fange og henrettet, og Kara-Khitan blev underlagt Djengis' herredømme. I 1218 strakte det mongolske kejserdømme sig vestpå til søen Balkhash. Senere blev Khwarizm, en muslimsk stat, der strakte sig fra det Kaspiske Hav i vest til den Persiske Bugt og det Arabiske Hav mod syd, underlagt mongolerne.
I 1218 sendte Djengis diplomater til den østligste provins af Khwarizm for at tale med guvernøren, som dræbte diplomaterne. Djengis hævnede sig med en styrke på 200.000 mand. I 1220 var Khwarizm jævnet med jorden.
Vasalkejseren i Xi Xia havde nægtet at deltage i krigen mod Khwarizm, og mens Djengis var i Iran, indgik Xi Xia en alliance mod mongolerne. Efter at have reorganiseret sine styrker forberedte Djengis Khan krig mod sine fjender. Imens studerede han rapporter fra det oprørske Xi Xia og Jin, og han samlede en hær på 180.000 mand til sin nye kampagne.
I 1226 angreb Djengis tangutterne (det herskende dynasti i Xi Xia) i det nordøstlige grænseområde mellem Tibet og Kina, idet efterretninger fortalte, at de var mongolernes fjender. I februar overtog Djengis kontrollen med byerne Heisui, Ganzhou og Suzhou. I efteråret 1226 tog han Xiliang-fu. En Xi Xia-general udfordrede mongolerne til kamp tæt ved Helanshan Bjerget (helan betyder stor hest i den nordlige dialekt). Xi Xias hær blev nedkæmpet ved Helanshan. I november indledte han en belejring af Ling-zhou, der var en af tangutternes byer, og han krydsede Den gule Flod og besejrede tangutternes hær. Djengis Khan så angiveligt fem stjerner anbragt på linje, og det tog han som tegn.
I 1227 angreb Khanen tangutternes hovedstad, og i februar erobrede han Lintiao-fu. I marts indtog han Xining og Xindu-fu, og i april tog han Deshun. Ved Deshun holdt general Ma Jianlong byen i flere dage og anførte selv et modangreb uden for byens porte. Han døde af pileskud. Djengis tog til Liupanshanbjerget (Qingshui kommune, Gansu Prov) for at hvile sommeren over. På bjerget sagde han, at han et år tidligere havde sagt, at når fem stjerner stod på linje, måtte mongolerne ikke længere dræbe vilkårligt; det skulle være ulovligt.
På sit dødsleje lagde Djengis Khan i 1227 planerne for den totale udryddelse af Jinkejserdømmet i sin yngste søn, Toluis, hænder. Den plan blev udført og gennemført af Djengis Khans efterkommere og efterfølgere.
Den næste Xi Xia-kejser blev angrebet af mongolerne og overgav sig. Tangutterne overgav sig officielt i 1227 efter at have eksisteret fra 1038 til 1227. Mongolerne dræbte den sidste tangutkejser og hans slægtninge.
Efter sin død blev Djengis Khan ført tilbage til sit hjemland, Mongoliet, og alle, som konvojen mødte, blev dræbt for ikke at røbe Djengis' sidste hvilested. Djengis Khan-mausoleet er ikke hans rigtige gravsted.

## Eftervirkninger
I Djengis' sidste år havde han forberedt sig på, hvem der skulle være hans arving. Han valgte sin tredje søn Ogedei, og fandt en måde at vælge den fremtidige khan på. Hovedkravet var, at det skulle være en af hans direkte efterkommere.
Som stor-khan (stormogul, mongolsk kejser) brugte han det samme militære system, som hunnerne med stor succes havde anvendt mod romerne i det 4. og 5. århundrede e.Kr. Systemet byggede på et decimalsystem, hvorefter hæren var inddelt i grupper på 10, 100, 1.000 og til slut en "tumen" på 10.000 mand. Hæren bragte soldaternes familier og de livsnødvendige heste med. Hver rytter havde tre, fire heste til rådighed.
På grund af herredømmets størrelse påvirkede Djengis Khan i høj grad de asiatiske lande, specielt Kina og Rusland. Han ødelagde aristokratiet i alle de regioner, han kontrollerede, men skabte et omfattende postsystem og udbredte brugen af et universelt alfabet, selv om han var analfabet. Han forbød tortur i sine provinser, indførte skattefrihed for lærere og læger, og religionsfrihed. Mongolerne introducerede kompasset og regnebrættet. Asiatiske lande er i dag præget af hans kortvarige, mongolske kejserdømme.
I nyere tid er Djengis Khan blevet et symbol på Mongoliets forsøg på at genfinde en identitet efter mange års kommunisme. Djengis Khans ansigt kan ses på
vodkaflasker og kreditkort. I Vesten betragtes han som en blodtørstig og vild barbar.

## Efterkommere
Genetiske analyser tyder på, at ca. 8 pct. af mændene i et stort område af Asien (omkring 16 millioner)[kilde mangler] er direkte efterkommere af Djengis Khan. Hans ældste søn, Tushi, siges at have haft 40 sønner. Sønnesønnen Kublai Khan, som oprettede Yuan-dynastiet i Kina, havde 22 ægtefødte sønner, og hentede angiveligt 30 jomfruer til sit harem hvert år.  Djengis Khan er i øvrigt kendt for citatet: "Den største lykke er at besejre sine fjender, at jage dem foran sig, frarøve dem deres rigdom, se deres kære badet i tårer, og tage deres koner og døtre i favn."